# 頭之宮四方神社
頭之宮四方神社（こうべのみや よもうじんじゃ）とは、三重県度会郡大紀町にある神社。あたまの宮さん、おかしらさん等とも通称される。

## 概要
宮川の支流である大内山川（おおうちやまがわ）の、更に支流である唐子川（からこがわ）沿いに鎮座している神社であり、下述するようにこの唐子川が神社の創建に深く関わっている。
祭神は、桓武天皇の後裔と伝承され、唐子川の上流、神社から北西の山中に居城を構えていたとされる「唐橋中将光盛卿」なる人物であり、彼の髑髏が唐子川を通じて流れてきて、それを見かけた老人の口を通じて、髑髏を祀れば皆に利益を与える旨を伝えたとする創建伝説が伝わっている。
こうした創建伝説や御神体、そしてその利益が特に頭に関するものであること、またその神徳が四方へと隈無く広がること等から、「頭之宮四方神社」と称されるようになり、現在でも頭に関する諸祈願、すなわち学力向上や合格祈願、仕事運アップ、バイクの安全祈願など、様々な祈願の受け皿として信仰・崇敬・人気を博している。

## 境内
- 本殿・拝殿
- 絵馬掛（奉納台）
- 奉石所 - 本殿右脇にある「お誓い石」を積む場所[6]。
- 御神水「頭之水 (こうべのみず)」 - 本殿近くの湧水。「知恵の水」とも。毎年2月第1日曜日には「水取神事」。
- 御神石「頭之石 (こうべのいし)」 - 幾つもの人の顔に見える岩[6]。「お頭(かしら)さん」とも。撫でることで利益。
- 御神木 大杉
- 御滝

## 祭事
- 1月1日 - 歳旦祭
- 1月3日 - 元始祭
- 2月第1日曜日 - 水取神事
- 2月11日 - 紀元祭（建国記念日）
- 2月17日 - 祈年祭
- 2月23日 - 天長祭（天皇誕生日）
- 4月29日 - 昭和祭（昭和の日）
- 6月30日 - 夏越大祓
- 7月14日 - 天王祭
- 10月17日 - 神嘗祭
- 11月3日 - 明治祭
- 11月16日 - 例祭（当日祭）
- 11月第3日曜日 - 例祭（奉祝祭）
- 11月23日 - 新嘗祭
- 12月31日 - 年越大祓

--
- 毎月16日 - 月次祭